# ユーディト・フォン・アルトドルフ
ユーディト・フォン・アルトドルフ（Judith von Altdorf, 795/807年 - 843年4月19日）は、フランク王・西ローマ皇帝ルートヴィヒ1世（敬虔帝）の2番目の妃。817年の帝国整序令（Ordinatio imperii）に基づく領土分割に異議を唱えたことで、カロリング家内の領土相続争いの発端を作った。

## 生涯
古ヴェルフ家の始祖であるシュッセンガウ伯ヴェルフ1世とその妻でザクセン人貴族出身のハイルヴィヒ（Heilwig）の間の娘として生まれた。父方の一族は先祖代々アルトドルフ（現在のドイツ・バーデン＝ヴュルテンベルク州テュービンゲン行政管区ラーフェンスブルク郡ヴァインガルテン）を本拠としていた。妹のヘンマは後に、ユーディトの継息子である東フランク王ルートヴィヒ2世（ドイツ人王）に嫁いでいる。
819年2月、最初の妃エルマンガルド・ド・エスベイと死別したルートヴィヒ敬虔帝の後妻に選ばれ、結婚した。ユーディトは意志が強く、美しい姫だった。結婚の贈り物に、ユーディトは夫からブレシアのサン・サルヴァトーレ修道院領を封土（レーエン）として与えられた。皇后は夫の皇帝に対して大きな影響力を持ち、さらに実家の古ヴェルフ家の権勢を高めるのに大いに貢献した。
ユーディトは823年に息子のシャルル（禿頭王）を出産すると、自分の息子にも夫の領土の一部を相続させることを望んだ。しかし既に817年の帝国整序令（Ordinatio imperii）により、ルートヴィヒ敬虔帝の所領は、エルマンガルド所生の3人の息子ロタール1世、ピピン1世、ルートヴィヒ2世の間で分割されると定められていた。
ユーディトの野心的な振る舞いは貴族層の反発を引き起こした。皇后はバルセロナ伯ベルナトとの姦通を疑われ、830年にポワチエの修道院に追放された。ユーディトはナイメーヘンでの帝国会議（830年10月）の後、ようやく夫の許に戻ることが出来た。833年にコルマール郊外のリューゲンフェルト（Lügenfeld）でルートヴィヒ敬虔帝が年長の息子たちに退位させられる事件が起きると、ユーディトはトルトーナに亡命した。834年に夫が復権するとともに、アーヘン宮廷に帰還した。
ユーディトは息子シャルルに相応の相続分を獲得しようと、2人の継息子ロタール1世とルートヴィヒ2世と手を結んだり、離反しながら目的を達そうとした。840年にルートヴィヒ敬虔帝が死んだ際も相続に関する何の遺言も残さなかったため、依然として兄弟間の戦争が続く中で、シャルルは比較的不利な立場に置かれた。しかしユーディトの精力的な支援が実を結び、シャルルは843年8月のヴェルダン条約締結時に、帝国西部に広大な領土を確保することが出来た。ユーディト自身は、条約締結の4か月前にトゥールで死去し、同地のサン＝マルタン聖堂に埋葬された。
ユーディトに対する同時代人の評価は相反している。ヴァラフリート・ストラボやラバヌス・マウルスはユーディトを高く尊敬しており、リヨンのアゴバルトやコルヴァイのワラ（カロリング家の成員）は彼女を諸悪の根源としている。歴史研究者の評価もまた、振り幅が大きい。19世紀や20世紀初頭には、自分の息子可愛さに、カロリング家の帝国を崩壊に導いた者として、他の家族とともに非難された。一方で、息子の権利を守ることや、未亡人となった後の没落を防ぐための彼女の行動は当然のことであり、カロリング帝国の崩壊に彼女が及ぼした役割は、実際よりも強調されているという擁護論が最近では有力である。

## 子女
- ギーゼラ（820年 - 874年） - フリウーリ辺境伯エーバーハルト（ウンルオッホ家）と結婚、ベレンガーリオ1世の母。
- カール（シャルル）2世（823年 - 877年） - 西フランク王